# Ulrich Thein
Ulrich Thein (Braunschweig, 7 aprile 1930 – Berlino, 21 giugno 1995) è stato un attore tedesco.
È stato anche regista e sceneggiatore. È apparso in più di 40 film, sia per il cinema che per la TV, tra il 1953 e l'anno della sua morte, il 1995.

## Filmografia parziale
- Johann Sebastian Bach (Johann Sebastian Bach), regia di Lothar Bellag (1985)
- Die Weihnachtsklempner (Die Weihnachtsklempner), regia di Helmut Krätzig (1986)